# Otterbach
Otterbach è un comune di 4.052 abitanti della Renania-Palatinato, in Germania.
Appartiene al circondario (Landkreis) di Kaiserslautern (targa KL) ed è parte della comunità amministrativa (Verbandsgemeinde) di Otterbach-Otterberg.
Nel suo territorio l'omonimo fiume sfocia nella Lauter.